# Futur
Als Futur (lateinisch tempus futurum ‚die zukünftige Zeit‘) bezeichnet man in der Grammatik die Tempusform eines Verbs, die (vor allem) zur Kennzeichnung von Zukünftigem verwendet wird.

## Allgemeines
Die in verschiedenen Sprachen als Futur benannten Tempora bezeichnen etwas Unsicheres oder etwas, was noch nicht eingetreten ist. Häufig handelt es sich um etwas, was aus Sicht des Sprechers erwartet oder beabsichtigt wird, wodurch die Grenze zwischen Tempus und Modus schwammig wird. Zum Beispiel besitzt das Lateinische keine eigenen Konjunktivformen für das Futur und einige Formen (z. B. lateinisch veniam ‚Ich will/werde kommen‘) stimmen mit dem Konjunktiv Präsens überein.
Dementsprechend wird in vielen Sprachen die Futurform eines Verbes periphrastisch mit einem Modalverb zusammengesetzt oder lässt sich etymologisch aus so einer Konstruktion herleiten.

## Deutsch
Traditionell werden im Deutschen Futur-Konstruktionen mit dem Hilfsverb werden gebildet, und zwar in den Varianten Futur I und Futur II.
- „Marion wird morgen gegen 16:30 Uhr eintreffen.“ (Futur I, futurum simplex, einfache Zukunft)
- „Egon wird morgen vor dem Abendessen eingetroffen sein.“ (Futur II, futurum exactum, vorzeitige Zukunft, Vorzukunft)

Beide Formen sind erst in der Spätphase des Mittelhochdeutschen entstanden. Erste Verbreitung lässt sich in der zweiten Hälfte des 14. Jahrhunderts nachweisen. Vorher wurde (und wird immer noch, siehe weiter unten) diese Rolle vom Präsens eingenommen.
Die Form des „Futurs I“ hat die einfache Bedeutung, einen Sachverhalt in der Zukunft zu lokalisieren, während das „Futur II“ die Vorzeitigkeit eines Ereignisses relativ zu einem zukünftigen Zeitpunkt beschreibt, also ein Verhältnis zwischen zwei Zeitpunkten, die beide in der Zukunft liegen. Andere Sprachen kennen beispielsweise das future perfect (englisch) speziell für zu einem bestimmten Zeitpunkt in der Zukunft abgeschlossene Handlungen.
Es ist jedoch nicht unumstritten, ob das deutsche Hilfsverb werden eine rein zeitliche Bedeutung hat; es ist auch vorgeschlagen worden, es in erster Linie als Modalverb zu betrachten, das sich eher indirekt auch auf die Zukunft bezieht.
Handlungen, die in der Vergangenheit einen Zukunftsaspekt hatten (Zukunft in der Vergangenheit), werden hingegen mit einer würde- oder sollte-Konstruktion ausgedrückt („Egon war gestern beim Abendessen noch nicht anwesend, er sollte erst nachher eintreffen“).

### Futur I

#### Futur I als Zukunftstempus

##### Vorschau zum Sprechzeitpunkt
Das Futur I ist im Deutschen seiner Hauptform nach eine Tempusform, die einen Zukunftsbezug ausdrückt.
- Beispiel: „Morgen wird Marion gegen 16:30 Uhr eintreffen.“

Dies bedeutet nicht, dass das Zukünftige hauptsächlich durch das Futur I ausgedrückt wird. Die Forschung hat gezeigt, dass diese Beschreibung vor allem am Tempusgebrauch des lateinischen Verbs mit seiner streng durchgehaltenen Zeitenfolge, der consecutio temporum, orientiert war. Wie eine 1982 an einem repräsentativen Korpus von mündlichen Aussagen (Telefongespräche) durchgeführte Untersuchung ergeben hat, wurde dort „Zukünftiges“ nur in 4,6 % der Fälle mit dem Futur I ausgedrückt, während für das Präsens 76,0 % errechnet wurden. Überdies ist in Aussagen, die bereits einen klaren Zukunftsbezug aufweisen, eine zusätzliche Kennzeichnung der Zukunft im Verb aus sprachökonomischen Gründen unnötig. Die eigentliche Zukunftsform der deutschen Sprache (im Gegensatz zum Englischen oder zum Französischen) ist also das Präsens:
- Beispiel: „Marion trifft morgen gegen 16:30 Uhr ein.“

Insbesondere wenn das zukünftige Geschehen planmäßig sicher eintreffen wird, ist das Futur I unüblich.
- Beispiel: „Der Zug geht morgen um 10 Uhr.“

#### Vorschau mit Verankerung in der Vergangenheit
Wenn eine vergangene Zeit betrachtet wird, kann eine Vorschau relativ dazu erfolgen (Relativtempus). Dies erfordert dann eine „Zukunft in der Vergangenheit“, die im Deutschen normalerweise nicht durch das Futur ausgedrückt werden kann, sondern durch andere Konstruktionen, die auch als Prospektiv bezeichnet werden. Wenn beispielsweise das Grundtempus einer Erzählung das Präteritum ist, können zukünftige Handlungen auch durch würde  oder sollte + Infinitiv ausgedrückt werden:
- Beispiel: „Nun galt es, beim Anbruch des nächsten Tages, die Frage: wer nur, in aller Welt, morgen um 11 Uhr sich zeigen würde; denn morgen war der gefürchtete Dritte.“ (Heinrich v. Kleist: Die Marquise von O …)

In Texten mit historischem Präsens als Grundtempus dient jedoch die Futurform zur Vorschau von einem vergangenen Zeitpunkt aus.
- Beispiel: „Kolumbus entdeckt 1492 Amerika. Er wird lange Zeit glauben, dass er einen neuen Seeweg nach Indien entdeckt habe.“

Im Präteritum hingegen stünde hier die würde-Konstruktion: „Kolumbus entdeckte 1492 Amerika. Er würde lange Zeit glauben, dass er einen neuen Seeweg nach Indien entdeckt hätte.“

#### Modales Futur

##### Vermutung
Das Futur I kann sich auch auf einen Sachverhalt beziehen, der zum Sprechzeitpunkt noch oder schon aktuell ist. Er drückt dann meist eine Vermutung (modale Komponente) aus.
Beispiele:
- „Der Wähler wird sich fragen, wen er noch wählen kann.“ (= „Ich vermute, dass der Wähler sich fragt, ….“)
- „Das wird schon seine Richtigkeit haben.“ (= „Das ist vermutlich richtig.“)

Im Gegensatz zum temporalen Futur I kann das modale Futur nicht durch Präsensformen ersetzt werden.

##### Aufforderung
Die Form des „Futurs I“ (in der zweiten Person) wird auch als Aufforderung verwendet:
- „Du wirst dein Mittagessen aufessen.“

oder als auffordernde Frage, die aber mit der Vorschau verschmilzt:
- „Wirst du doch dein Mittagessen aufessen?“
- „Du wirst doch dein Mittagessen aufessen!“

### Futur II
Das Futur II (auch: Futurum exaktum oder Futurperfekt) drückt die Vorzeitigkeit einer Handlung in der Zukunft aus. Will man ausdrücken, dass von zwei Handlungen A und B, die beide in der Zukunft liegen, Handlung A vor Handlung B beginnt, dann wird dazu in der Schriftsprache B im Futur I und A im Futur II ausgedrückt. Relativ zu B liegt A also in der Vergangenheit, weswegen das Futur II bisweilen auch Perfektfutur, Futur im Perfektstamm oder anteriores Futur genannt wird. Die Dauer oder Abgeschlossenheit der Handlungen spielt dabei keine Rolle. Es kann sich also auch um Ereignisse handeln oder die früher einsetzende Handlung kann die später einsetzende überdauern.
Beispiele:
- „Wenn dann irgendwann einmal diese oder jene Ursache passiert sein wird (Fut. II), wird danach deren Folge einsetzen (Fut. I).“
- „Wenn ich meinen Führerschein gemacht haben werde (Fut. II), werde ich als erstes einmal allein nach Paris fahren (Fut. I).“

Umgangssprachlich werden vorzeitige Handlungen in der Zukunft, da sie ja relativ zur Haupthandlung in der Zukunft in der Vergangenheit liegen, auch durch das Perfekt ausgedrückt:
- „Nächstes Jahr um diese Zeit habe ich meinen Führerschein gemacht.“

statt
- „Nächstes Jahr um diese Zeit werde ich meinen Führerschein gemacht haben.“

Diese Konstruktionen zeigen Übergänge in Richtung des Ausdrucks einer Vermutung, sie sind mindestens formgleich mit werden als einem Modalverb. Auf die Frage „Warum hat er den Unfall nicht bemerkt?“ kann man eine Mutmaßung ausdrücken als: „Er wird geschlafen haben.“ Durch Einfügung des Adverbs wohl kann der Vermutungscharakter noch verdeutlicht werden: „Er wird wohl geschlafen haben.“ Entsprechend kommt das Futur II auch in rhetorischen Fragen zur Anwendung: „Was wird er sich dabei schon gedacht haben?“ In diesen Beispielen besteht kein Bezug auf eine zukünftige Zeit.

## Andere Sprachen

### Latein
Auch das Lateinische besitzt wie das Deutsche ein Futur I und Futur II. Das Präsens bezeichnet vereinzelt auch Handlungen in der Zukunft (Quamquam ad te cras venio „Obwohl ich morgen zu dir komme“), aber die Regeln der consecutio temporum werden wesentlich strenger befolgt. Im Gegensatz zum Deutschen werden die Formen nicht analytisch gebildet, sondern durch das Hinzufügen eines Tempuszeichens an den Präsensstamm ausgedrückt. Eine Besonderheit ist das Fehlen einer Konjunktiv-Form, weshalb in Nebensätzen, die eine solche Form erfordern würden, entweder auf den Konjunktiv Präsens oder auf eine periphrastische Form des Futurs (siehe Coniugatio periphrastica) zurückgegriffen werden muss.